# Задонский, Василий Андреевич
Васи́лий Андре́евич Задо́нский (1 января 1861 — 29 марта 1909) — харьковский земский деятель, публицист.

## Биография
Дворянин Харьковской губернии. Сын отставного штабс-ротмистра Кавалергардского полка Андрея Воиновича Задонского (1830—1870) и жены его Екатерины Васильевны Неклюдовой (1834—1919). Внук генерал-лейтенанта Воина Дмитриевича Задонского.
В 7-летнем возрасте переехал с родителями в Германию. С детства знал несколько иностранных языков, занимался музыкой, верховой ездой и фехтованием. Окончил школу известного педагога доктора Ланге в Гамбурге, а по возвращении в Россию поступил в старшие классы Харьковского реального училища, которое окончил первым учеником. Высшее образование получил в Рижском политехникуме, курс которого окончил по агрономическому факультету. Был членом русской студенческой корпорации Fraternitas Arctica.
По окончании политехникума поселился в родовом имении при Великом Бурлуке Волчанского уезда, где посвятил себя сельскому хозяйству и общественной деятельности. С 1884 года избирался гласным Волчанского уездного и Харьковского губернского земских собраний, депутатом от дворянства и почетным мировым судьей. Состоял членом уездной земской управы (без жалованья), членом училищного совета и ревизионной комиссии. Исправлял должность Волчанского уездного предводителя дворянства. Писал статьи по религиозным и земским вопросам, которые публиковались в газетах «Гражданин», «Московские ведомости» и «Харьковские ведомости». Во время беспорядков 1905 года выступал против революции. По воспоминаниям современников,
в смутные дни 1905 года он с простыми, совершенно ему лично незнакомыми, людьми ходил под выстрелами революционеров по улицам Харькова с портретом Государя Императора и пел «Боже, Царя Храни» и «Спаси Господи» с опасностью для жизни.
Был активным сотрудником Харьковского отдела Русского собрания, стал одним из учредителей Харьковского отдела Союза русского народа. Сотрудничал в журнале «Мирный труд», в 1907 году выпустил сборник статей «В борьбе за правду». Сочинил романс «Ты идешь на поле битвы» и сонет «Я памятью живу», изданные в 1892 году.
Последние два года своей жизни тяжело болел, занимался редактированием пятитомных воспоминаний своей матери «Быль XIX столетия». Умер в 1909 году на хуторе «Под Средним», недалеко от Великого Бурлука. Был похоронен при местном Преображенском храме, разрушенном в советское время.
Мать и другие родственники Василия Андреевича были убиты во время Гражданской войны во время нападения бандитов на родовое имение Великий Бурлук.

## Сочинения
- В борьбе за правду. — Харьков, 1907.
- Божья кара: повесть. — Москва, 1909.